# Ernst-Reuter-Haus

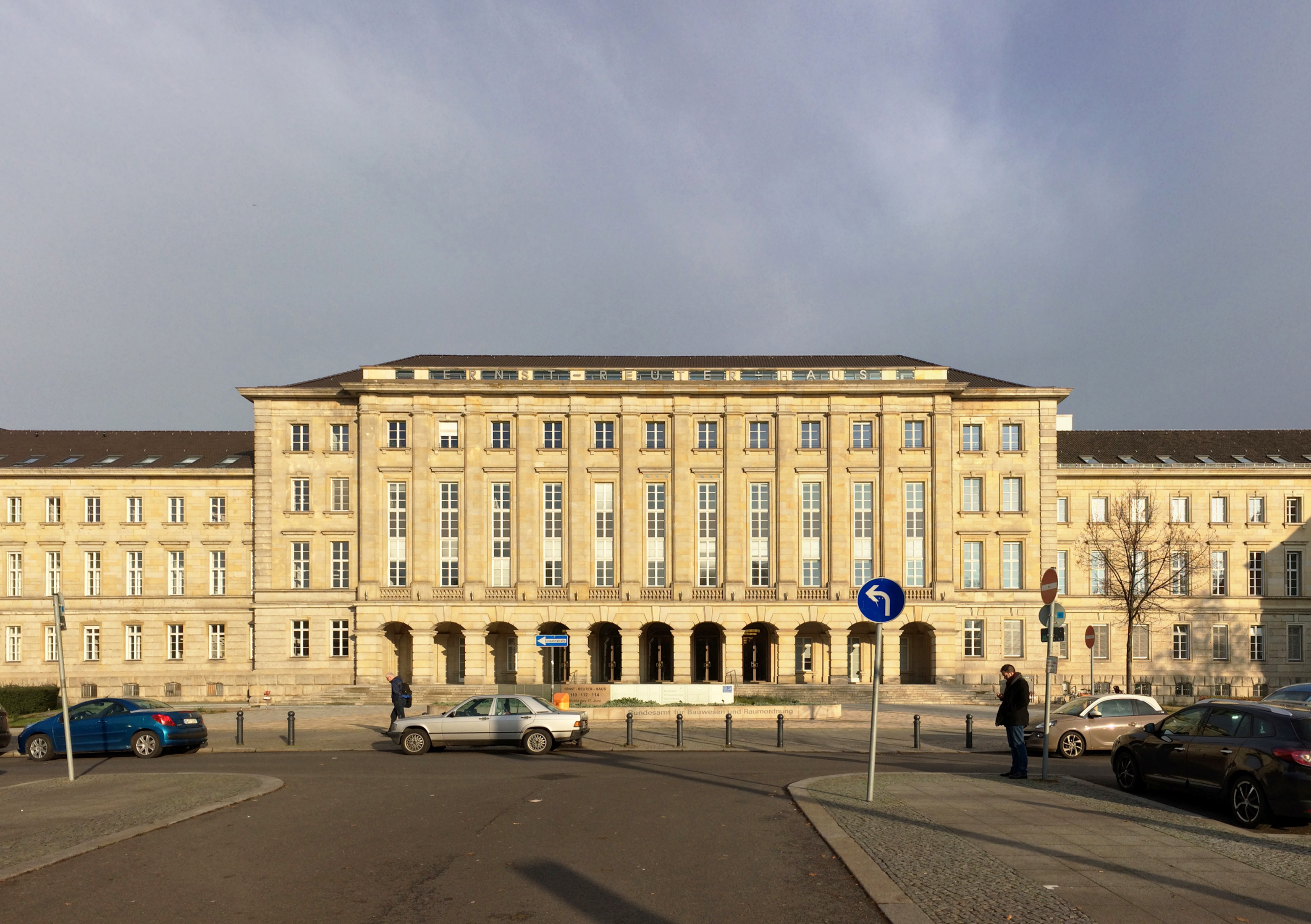
Ernst-Reuter-Haus

Das Ernst-Reuter-Haus ist ein Verwaltungsgebäude an der Straße des 17. Juni im Berliner Ortsteil Charlottenburg des Bezirks Charlottenburg-Wilmersdorf mit rund 30.000 m² Nutzfläche. Es entstand in den Jahren 1938–1942 nach Plänen des Berliner Architekten Walter Schlempp als Gebäude für den Deutschen Gemeindetag. Heute befindet sich im Ernst-Reuter-Haus das Bundesamt für Bauwesen und Raumordnung.

## Baugeschichte

Ernst-Reuter-Haus bei Nacht, 2009

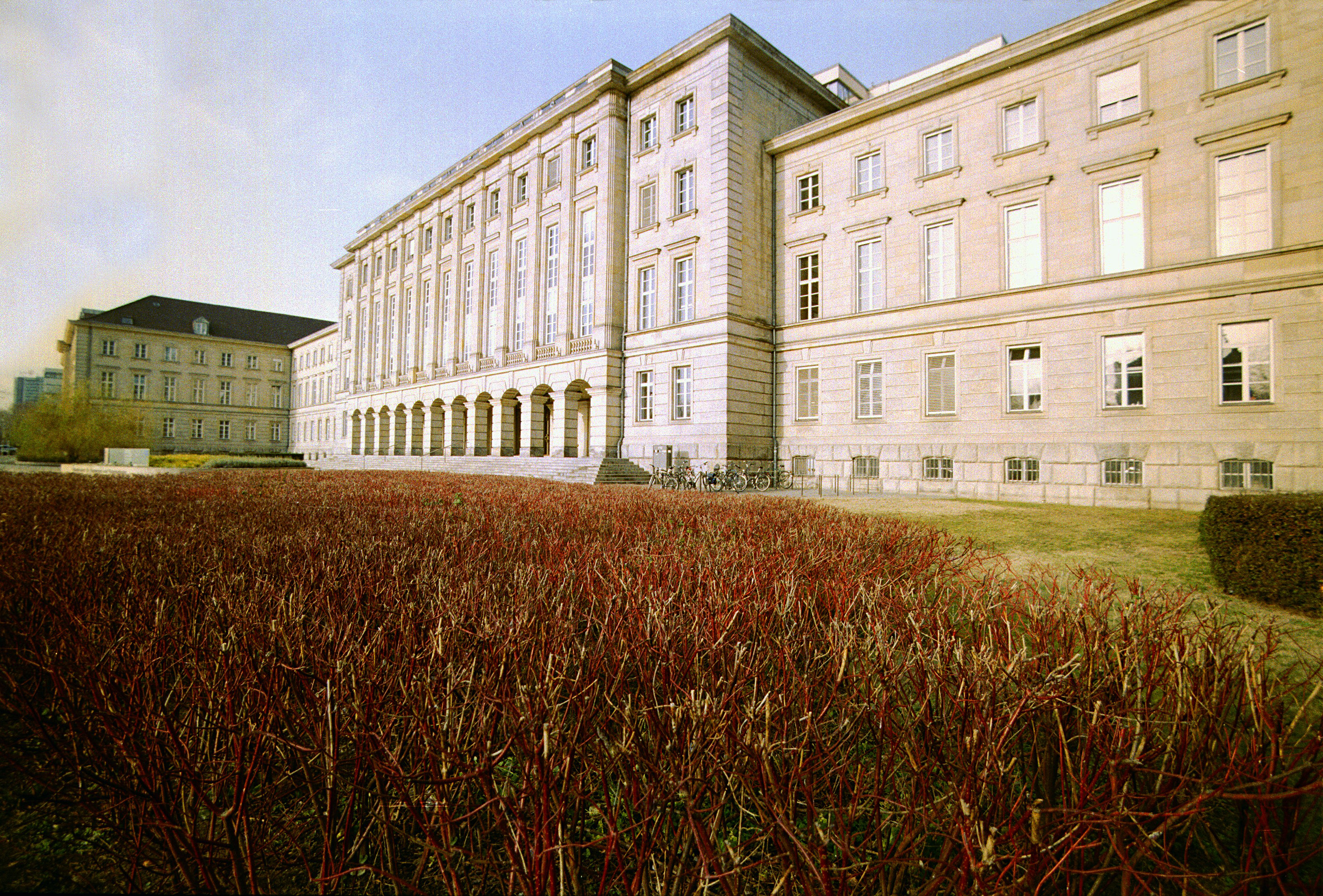
Ernst-Reuter-Haus, seitliche Ansicht, Januar 2018

Den Deutschen Gemeindetag mit einem repräsentativen Sitz an der geplanten Ost-West-Achse in Berlin auszustatten, war eine Idee von Adolf Hitler, der sich für repräsentative Bauten und architektonische Gesamtpläne interessierte. Er stellte zu diesem Zweck das an diesem Straßenzug gelegene Grundstück zwischen S-Bahnhof Tiergarten und Charlottenburger Tor gegenüber dem Tiergarten zur Verfügung. Der Bau war Teil der Planungen vom Generalbauinspektor für die Reichshauptstadt Albert Speer für die „Welthauptstadt Germania“; er gilt als der einzige an der Ost-West-Achse realisierte Bau. Die Baukosten wurden mit etwa fünf Millionen Reichsmark geschätzt (kaufkraftbereinigt in heutiger Währung: rund 24 Millionen Euro); das Geld kam durch eine Umlage bei allen deutschen Gemeinden zusammen.
Die Grundsteinlegung erfolgte am 14. Juni 1938. Die Bauleitung übernahm Walter Schlempp, von dem auch die Entwurfsplanung stammte. „Mit Zustimmung des Führers“ wurde Schlempp unterstützt von dem hannoverschen Architekten und Stadtbaurat Karl Elkart, dem die Fassadengestaltung zugeschrieben wird. Im Jahr 1940 bezog eine Baugruppe Speers Räume im Ostflügel. Der Deutsche Gemeindetag konnte erst 1942 in den Westflügel einziehen. Im selben Jahr wurden die Bauarbeiten kriegsbedingt eingestellt. Der Mitteltrakt mit dem Haupteingang befand sich zu dieser Zeit noch im Rohbau. Kurz vor dem Ende des Zweiten Weltkriegs wurde der Baukörper beschädigt; nur noch 26 Räume waren zunächst nutzbar. Die amtliche Karte der Gebäudeschäden 1945 zeigt eine wiederaufbaufähige Teilzerstörung im hinteren Bereich des Mitteltrakts. Das Verzeichnis kriegsbeschädigter Bauten Kriegsschicksale deutscher Architektur. Verluste, Schäden, Wiederaufbau erwähnt das Haus des Deutschen Gemeindetags nicht.
Das Haus war von Mai 1945 und bis 1951 im Besitz der Alliierten (Berlin war in vier Sektoren aufgeteilt) und wurde dann dem Deutschen Städtetag zugesprochen. Dessen Präsidium tagte dort erstmals am 19. Oktober 1951. Der Senat von Berlin und der Deutsche Städtetag gründeten noch im selben Jahr den „Verein zur Pflege kommunalwissenschaftlicher Aufgaben e. V. Berlin“. Diesem wurde die Verwaltung des Gebäudes übertragen im Juli 1952 auch das Eigentum an dem Gebäude. In den Jahren 1952–1956 leitete der Architekt Erich Böckler Wiederaufbau und Fertigstellung des Gebäudes. An den Kosten beteiligten sich viele Mitgliedsstädte des deutschen Städtetages mit einer Spende.
Am 3. Oktober 1953 beschloss das Präsidium des Deutschen Städtetages auf der Trauerfeier für Ernst Reuter, seinen bisherigen Präsidenten und Regierenden Bürgermeister von Berlin, das Haus des Deutschen Gemeindetages in Ernst-Reuter-Haus umzubenennen.
Nach dem Mauerbau 1961 wurden Umbauten für die Technische Universität Berlin vorgenommen, die Teile des Gebäudes nutzte. 1985 kam es auf Initiative des Deutschen Städtetages zu einer tiefgreifenden Umgestaltung des Mitteltraktes nach Plänen der Architekten Winnetou Kampmann und Ute Westström, um hier Platz für ein modernes Seminar- und Tagungszentrum, Büroräume und eine Cafeteria zu schaffen. Zwischen 1996 und 2003 erfolgten zahlreiche weitere Umbauten im Inneren, der Ausbau des Dachgeschosses, Modernisierungen der technischen Anlagen und Sanierungen der Fassade.
Der Deutsche Städtetag verkaufte das Ernst-Reuter-Haus im Jahr 2008 an eine 90-prozentige Tochtergesellschaft der Rockpoint Group. Diese ließ es nach Plänen des Architekturbüros nps tchoban voss umfassend modernisieren und in Abstimmung mit der Berliner Denkmalpflege behutsam sanieren.
Im Jahr 2011 wurde das Ernst-Reuter-Haus an die R+V Versicherung verkauft.

## Nutzungen
Der Gebäudetrakt mit einer Geschossfläche von rund 21.000 m² beherbergt seit Ende 2012 das Bundesamt für Bauwesen und Raumordnung. Ehemalige Mieter waren das Deutsche Institut für Urbanistik, die Senatsbibliothek Berlin und der Berliner Sitz des Deutschen Städtetags.